# Étalon noir dans un paysage oriental
Étalon noir dans un paysage oriental, également intitulé Cheval noir au palmier, est une peinture à l'huile sur toile du peintre français Alfred de Dreux, créée entre 1845 et 1848, et conservée à Londres, dans la collection privée de la galerie Richard Green. 
Ce portrait de cheval noir, premier d'une série de portrait similaires, a pour particularité de représenter un paysage « lointain ».

## Réalisation
Élève de Géricault, Alfred de Dreux s'est spécialisé dans les peintures de chevaux et a développé un style relativement unique, mêlant scène de genre et art sportif. Cette toile date de 1845-1848. Elle est donc antérieure à la série de portraits de chevaux relativement similaire que De Dreux créera ensuite pour Napoléon III.

## Description
Ce tableau est le portrait d'un cheval noir contemplatif, vu de profil. Sa morphologie est particulièrement détaillée, avec de grands yeux très expressifs, dégageant une sensation de douceur.
Ce cheval se détache sur un grand paysage désertique et nuageux, dans lequel se devine l'effet d'une chaleur écrasante. Quelques palmiers y sont visibles. On devine aussi la présence d'une tente militaire dans le coin droit du tableau. L'ensemble suggère un combat militaire terminé. La robe du cheval est veloutée. Ces détails suggèrent la « noblesse » de l'animal.
L’œuvre mesure 46 × 55,5 cm ; il s'agit d'une peinture à l'huile sur toile. L’œuvre est signée par l'artiste en bas à droite « Alfred de D. ».

## Historique
Ce tableau est conservé dans la galerie Richard Green à Londres. Il a été vendu aux enchères par Sotheby le 18 mai 2011, avec une estimation à 25 000 - 35 000 £, sous le titre de Cheval noir au palmier.
La peinture est prêtée au château de Versailles à partir de juillet 2024, pour l'exposition « Cheval en Majesté ».